# Via Regia

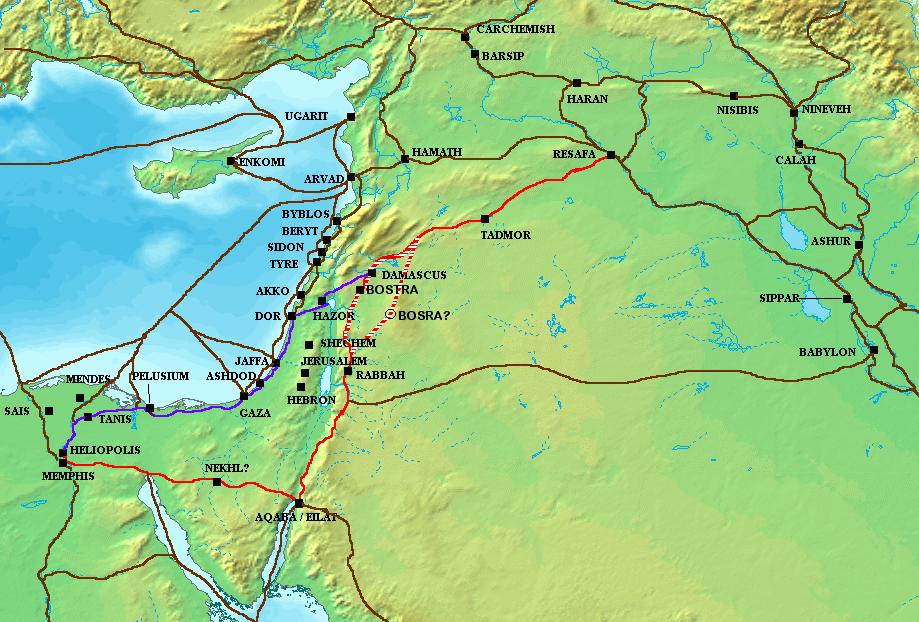
La Via Maris (viola), la Via Regia (rosso) e altre antiche vie di commercio del Vicino Oriente antico, ca. 1300 a.C.

La Via Regia è stata una via mercantile di vitale importanza nel Vicino Oriente antico. Partiva in Egitto e si allungava lungo la penisola del Sinai fino ad ‘Aqaba. Da lì svoltava verso settentrione e proseguiva verso Damasco e le sponde dell'Eufrate. 
Numerosi Stati antichi, inclusi Edom, Moab, Ammon e vari domini Aramei dipendevano abbondantemente per i loro traffici dalla Via Regia. Essa cominciava in corrispondenza di Heliopolis, in Egitto, e da lì si dirigeva verso oriente alla volta di Clysma (moderna Suez), attraverso il Passo di Mitla e gli antichi forti egiziaci di Nekhl e Themed nel deserto del Sinai verso Eilat e ‘Aqaba. Da queste località la Via Regia girava a settentrione attraverso il Wadi Araba, oltre Petra e Ma'an alla volta di Adhruh, Sela (capitale di Edom) e Shawbak. Passava attraverso Kerak e il territorio di Moab verso Madaba, Rabbah Ammon/Philadelphia (moderna Amman), Gerasa (oggi Jerash), Bosra, Damasco e Tadmor (Palmira), finendo a Resafa sull'Alto Eufrate.
Della Via Regia parla la Bibbia:
(Bibbia, Numeri, 20-17-21.)
Molte delle guerre degli Israeliti contro i reami dell'altopiano transgiordanico nel periodo del Regno d'Israele (e dei regni minori quali quello di Giuda) videro come protagonista la Via Regia. 
I Nabatei usarono questo tragitto commerciale per trasportare beni di lusso come l'incenso e le spezie dall'Arabia meridionale. Durante il periodo romano, la Via Regia fu chiamata Via Traiana Nova. La Via Regia fu anche usata come importante via di pellegrinaggio per la Cristianità, dal momento che transitava attraverso numerosi importanti siti religiosi, come il Monte Nebo e al-Maghtas sulle rive del fiume Giordano. I musulmani la usarono come importante via del Hajj per raggiungere Mecca, fino a che i Turchi Ottomani costruirono la Tariq al-Bint ("Strada della Ragazza") nel XVI secolo.